# Thorner
Thorner est un village du Yorkshire de l'Ouest, en Angleterre. Il est situé à près de Leeds et Wetherby.